# Museu Manoel do Espírito Santo “Rei da Água”
O Museu Manoel do Espírito Santo “Rei da Água” é um bem tombado localizado no município de Cuiabá, no Mato Grosso. Sua localização exata é na Rua Comandante Costa, esquina com Rua Nossa Senhora de Santana, bairro Centro Sul.
A caixa d'água foi construída no século XIX e tem porte para acumular 1,2 milhão de litros. Foi inaugurada em novembro de 1882 durante o governo de José Maria de Alencastro, então presidente da Província de Mato Grosso. Durante 142 anos, ela foi a encarregada do fornecimento de água de Cuiabá, que, à época, tinha população de pouco mais de 20 mil habitantes. Com o crescimento do número de habitantes, outras opções de fornecimento foram necessárias. A caixa d'água acabou sendo desativada em 1940.
Durante 65 anos, seu espaço serviu para outros fins. Recebeu a estação de transmissão da Rádio A Voz d'Oeste, logo depois, tornou-se no local de ensaios do Bloco e depois Escola de Samba Beleza Pura.
Em 1991, foi tombada como Patrimônio Histórico e Cultural da cidade, pela Câmara Municipal de Cuiabá. Em setembro de 2007, a estrutura foi revitalizada e devolvida à cidade como o Museu Morro da Caixa d'Água Velha, recebendo, daí em diante, diversas exposições e variados eventos. As duas galerias subterrâneas apresentam nas paredes características das antigas técnicas de construção.